# Pietro Anastasi
Pietro Anastasi (* 7. April 1948 in Catania; † 17. Januar 2020 in Varese) war ein italienischer Fußballspieler.

## Karriere
Der 1,72 m große Mittelstürmer Pietro Anastasi begann mit dem Fußballspielen bei seinem sizilianischen Heimatverein Massiminiana Catania. Als 17-Jähriger gab er dort sein Debüt in der Serie D und erzielte 1966 in 31 Spielen 18 Tore, woraufhin der Serie-B-Club Varese FC ihn zu sich holte. Mit Varese stieg er im ersten Jahr in die Serie A auf und wurde 1968 in den Kader der italienischen Nationalmannschaft für die Fußball-Europameisterschaft 1968 berufen. Hier machte er im Finale gegen Jugoslawien im Angriff neben Luigi Riva sein erstes Länderspiel. Das erste Finale endete 1:1 nach Verlängerung und musste wiederholt werden. Im zweiten Spiel erzielte zunächst Riva das 1:0 und Anastasi erhöhte bereits in der 33. Minute auf 2:0. Italien war der Europameistertitel nicht mehr zu nehmen.
Nach der erfolgreichen EM 1968 wechselte Anastasi zum Ligaprimus Juventus Turin. Gleich in seiner ersten Saison erzielte er 14 Tore für Juve. Obwohl Anastasi bei Juve einer der erfolgreichsten Torschützen wurde, blieben weitere Nationalmannschaftserfolge aus. Sein einziges WM-Turnier spielte er bei der Fußball-Weltmeisterschaft 1974 in Deutschland, wo er im ersten Spiel gegen Haiti für Giorgio Chinaglia eingewechselt wurde, erzielte ein Tor und spielte dann die beiden weiteren Vorrundenspiele von Beginn an. Doch Italien schied nach einer 1:2-Niederlage gegen Polen bereits aus.
Pietro Anastasi wechselte 1976 von Juve zu Inter Mailand. Er war zu diesem Zeitpunkt jedoch nicht mehr der erfolgreiche Torjäger der vergangenen Jahre. Nach drei Jahren bei Ascoli Calcio von 1978 bis 1981 beendete er 1982 seine Karriere beim FC Lugano. Insgesamt brachte er es auf 338 Serie-A-Einsätze und erzielte dabei 105 Tore.
Anastasi starb im Januar 2020 im Alter von 71 Jahren.

## Erfolge

### Im Verein
- Italienische Meisterschaft: 1971/72, 1972/73, 1974/75
- Coppa Italia: 1977/78

### In der Nationalmannschaft
- Europameister: 1968

### Individuell
- Torschützenkönig der Coppa Italia: 1974/75
- Torschützenkönig des Messestädte-Pokals: 1970/71